# Dominic Tuohy
Dominic Tuohy é um especialista em efeitos especiais. Como reconhecimento, foi nomeado ao Óscar 2019 na categoria de Melhores Efeitos Visuais por Solo: A Star Wars Story (2018).